# فرازير هورسفال
فرازير هورسفال (بالإنجليزية: Fraser Horsfall)‏ هو لاعب كرة قدم بريطاني في مركز الدفاع، ولد في 1996 في هاليفاكس في المملكة المتحدة. لعب مع ماكليسفيلد تاون.